# Cheiracanthium escaladae
Cheiracanthium escaladae es una especie de araña del género Cheiracanthium, familia Cheiracanthiidae, suborden Araneomorphae. Fue descrita científicamente por Barrion, Barrion-Dupo & Heong en 2013.

## Distribución
Se distribuye por China.